# NGC 3394
NGC 3394 este o galaxie spirală situată în constelația Ursa Mare. A fost descoperită în 3 aprilie 1791 de către William Herschel. Se află la o distanță de 65,77 de megaparseci de Pământ.